# Lobelina
La lobelina è un alcaloide piperidinico presente in una varietà di piante, in particolare quelle del genere Lobelia, tra cui tabacco indiano (Lobelia inflata), tabacco del diavolo ( Lobelia tupa), grande lobelia (Lobelia siphilitica), Lobelia chinensis e Hippobroma longiflora. Nella sua forma pura, è una polvere amorfa bianca che è liberamente solubile in acqua.

## Usi potenziali
La lobelina viene venduta, sotto forma di compresse, per essere utilizzata come aiuto per smettere di fumare, ma la ricerca scientifica ha stabilito che è inefficace per questo uso. La lobelina è stata studiata anche per il trattamento di altre dipendenze da droghe come la dipendenza da anfetamine, cocaina, o alcol; tuttavia, vi sono prove cliniche limitate di efficacia.

## Tossicità
L'ingestione di lobelina può causare nausea, vomito, diarrea, tosse, vertigini, disturbi visivi, disturbi dell'udito, confusione mentale, debolezza, rallentamento della frequenza cardiaca, aumento della pressione sanguigna, aumento della frequenza respiratoria, tremori e convulsioni. La lobelina ha un indice terapeutico ristretto; la dose potenzialmente benefica di lobelina è molto vicina alla dose tossica.

## Farmacologia
La lobelina ha molteplici meccanismi d'azione, agendo come un ligando VMAT2, che stimola il rilascio di dopamina in misura moderata quando somministrato da solo, ma riduce il rilascio di dopamina causato dalla metanfetamina. Inibisce anche la ricaptazione di dopamina e serotonina, e agisce come un agonista-antagonista misto ai recettori nicotinici dell'acetilcolina a cui si lega alle interfacce delle subunità del dominio extracellulare. È anche un antagonista dei recettori μ-oppioidi. Sembra essere un inibitore della glicoproteina P, secondo almeno uno studio. È stato ipotizzato che l'inibizione della glicoproteina P riduca la resistenza chemioterapica nel cancro, presumibilmente colpendo qualsiasi substrato della P-gp.
Composti analoghi, come il lobelano (un alcaloide minore che si trova nelle stesse piante) e i suoi derivati sintetici hanno effetti biologici simili con affinità relative alquanto diverse con VMAT e altre proteine. Una sedammina alcaloide correlata, con un solo gruppo 2-feniletilico sull'anello piperidinico e che si trova nelle piante del genere sedum, è nota per essere un inibitore dell'ammina ossidasi delle piantine di piselli,  ma la sua affinità con proteine come il trasportatore della dopamina apparentemente non è stato testato.